# The First Men in the Moon (film fra 1919)
The First Men in the Moon er en britisk stumfilm fra 1919 af Bruce Gordon og J.L.V. Leigh.

## Medvirkende
- Bruce Gordon som Hogben
- Heather Thatcher som Susan
- Hector Abbas som Sampson Cavor
- Lionel d'Aragon som Rupert Bedford
- Cecil Morton York som Grand Lunar